# ФК Металург Скопље
ФК Металург Скопље је фудбалски клуб из Скопља у Северној Македонији и члан је Прве лиге Македоније.

## Историја
Клуб је основан 1964. године. У СФРЈ учествовао је два пута у Другој савезној лиги. 
После стицања незавиности Македоније клуб учествује у првој сезони Прве лиге Македоније 1992/93. Иако је јесењи део сезоне завршио на другом месту, на крају сезоне испада из лиге. Од тада игра у Другој и Трећој лиги Македоније (Северно Полошли регион). 
Након што је 15 сезона клуб провео у Другој лиги, у сезони 2008/09. се враћају у Прву лигу. У сезони 2009/10. остварују највећи успех у историји клуба завршивши сезону на 3. месту и следеће сезоне су играли у Европи по први пут, али су испали већ у 1. колу кв. УЕФА лиге Европе од Карабага.

## Успеси
- Прва лига Македоније

-  Вицепрвак (3) : 2010/11, 2011/12, 2012/13.

- Куп Македоније

-  Освајач (1) : 2010/11.
-  Финалиста (1) : 2013/14.

- Суперкуп Македоније

-  Финалиста (1) : 2011.

## Металург Скопље у европским такмичењима
| Сезона   | Такмичење        | Коло        |            | Клуб              | Резултат |
| -------- | ---------------- | ----------- | ---------- | ----------------- | -------- |
| 2010/11. | УЕФА лига Европе | 1. коло кв. | Азербејџан | Карабаг Агдам     | 1-4, 1-1 |
| 2011/12. | УЕФА лига Европе | 2. коло кв. | Бугарска   | Локомотива Софија | 0-0, 2-3 |